# Culcasia glandulosa
Culcasia glandulosa är en kallaväxtart som beskrevs av Frank Nigel Hepper. Culcasia glandulosa ingår i släktet Culcasia och familjen kallaväxter. Inga underarter finns listade.